# Bruce Johnstone
Bruce Johnstone (n. 30 ianuarie 1937, Durban, Uniunea Africii de Sud – d. 3 martie 2022, Cape Town, Africa de Sud) a fost un pilot de Formula 1. De-a lungul carierei a luat startul în 1 cursă, niciuna din pole-position. Nu a câștigat nicio cursă și nu a terminat niciodată pe podium, acumulând 0 puncte în întreaga activitate ca pilot de Formula 1.